# Herbert Schoen
Herbert Schoen (Luckenwalde, 18 de mayo de 1929 - Berlín, 8 de abril de 2014) fue un entrenador y jugador de fútbol alemán que jugaba en la demarcación de defensa.

## Trayectoria

### Como futbolista
Tras jugar en las filas juveniles del FSV 63 Luckenwalde y del SG Volkspolizei Potsdam, Schoen fue fichado por el Dinamo Dresde en 1950. Dos años después de su debut con el club ganó la Copa de fútbol de la RDA, haciendo lo propio un año después con la DDR-Oberliga. Tras 133 partidos y habiendo marcado dos goles, fue traspasado al SC Dynamo Berlin, donde jugó cinco temporadas. Finalmente en 1959, y por tres años, Schoen firmó con el SG Dynamo Hohenschönhausen, club en el que se retiró como futbolista en 1962 tras doce temporadas.

### Como entrenador
Sus últimos tres años como futbolista los pasó en el SG Dynamo Hohenschönhausen, club en el que ejerció como jugador-entrenador durante toda su estancia. En 1963, ya habiendo colgado las botas, volvió al SC Dynamo Berlin como entrenador del equipo juvenil por tres años. Tras dejar el club en 1966 el Dynamo de Berlín se hizo con sus servicios, también como entrenador del equipo juvenil durante 24 años, dejando su carrera como entrenador en 1990.
Falleció el 8 de abril de 2014 en Berlín a los 84 años de edad.

## Selección nacional
El 21 de septiembre de 1952 hizo su debut con la Selección de fútbol de Alemania Democrática en un partido contra Polonia celebrado en Varsovia, siendo este el primer partido celebrado por el combinado democrático alemán. Jugó en la selección durante cinco años, cubriendo además la clasificación para la Copa Mundial de Fútbol de 1958, aunque no llegó a clasificarse al quedar última en su grupo.

## Clubes
| Club                       | País              | Año         | Partidos | Goles |
| -------------------------- | ----------------- | ----------- | -------- | ----- |
| Dinamo Dresde              | Alemania Oriental | 1950 - 1954 | 133      | 2     |
| SC Dynamo Berlin           | Alemania Oriental | 1954 - 1959 | 72       | 1     |
| SG Dynamo Hohenschönhausen | Alemania Oriental | 1959 - 1962 | 54       | 0     |

## Palmarés

### Campeonatos nacionales
| Título                   | Club          | País     | Año  |
| ------------------------ | ------------- | -------- | ---- |
| Copa de fútbol de la RDA | Dinamo Dresde | Alemania | 1952 |
| DDR-Oberliga             | Dinamo Dresde | Alemania | 1953 |